# Stefan Koryciński

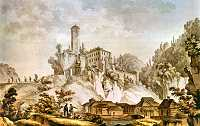
Zamek w Ojcowie

Stefan Koryciński herbu Topór (ur. w 1617, zm. 4 lipca 1658 w Pieskowej Skale) – kanclerz wielki koronny i podkanclerzy koronny od 1652, stolnik krakowski od 1643, starosta wolbromski, oświęcimski, warszawski, kowalski, starosta ojcowski w 1651 roku, starosta rabsztyński w 1656 roku.

## Życiorys
W 1628 zapisał się na Akademię Krakowską. Od ok. 1633 studiował w Louvain i w Amsterdamie. 19 lutego 1639 ożenił się z Anną Petronelą Gembicką, bratanicą biskupa krakowskiego Piotra. Biskup stał się odtąd jego protektorem. W latach 1641, 1645, 1647, 1648, 1649 i w 1652 był posłem na Sejm z województwa krakowskiego. Poseł na sejm 1646 roku. Był członkiem konfederacji generalnej zawiązanej 31 lipca 1648 roku. Był elektorem Jana II Kazimierza Wazy z województwa krakowskiego w 1648 roku, podpisał jego pacta conventa. Poseł na sejm 1649/1650 roku z sejmiku proszowickiego województwa krakowskiego. W czasie powstania Chmielnickiego wziął udział na czele własnego oddziału prywatnego w bitwie pod Beresteczkiem. 4 lutego 1652 został podkanclerzym koronnym. Jego przeciwnicy głosili, że za pieczęć mniejszą zapłacił 10 000 złp, otrzymanych od biskupa Gembickiego. Wobec zerwania pierwszego sejmu w 1652 oświadczył: 

Skoro wolność wymaga tego, by wszystko zapadało nemine contradicente nie chce się król temu przeciwstawić, życzy jedynie, by to nie przyniosło  Rzeczypospolitej szkody

Już jako kanclerz doprowadził w 1653 w obozie pod Żwańcem do przejścia Tatarów Islama III Gireja na stronę polską. W czasie potopu szwedzkiego towarzyszył królowi Janowi Kazimierzowi na Śląsku. 1 marca 1656 został administratorem mennicy królewskiej we Lwowie. W czerwcu tego roku jako jeden z komisarzy królewskich przyjmował szwedzką kapitulację Warszawy. Był przeciwnikiem sojuszu z Rosją, próbował storpedować podpisanie rozejmu w Niemieży. Król nadał mu i hetmanowi Jerzemu Lubomirskiemu całe miasto żydowskie na Kazimierzu. 
Pozostawił wpisy w Raptularzyku rodziny Korycińskich.